# ریشی

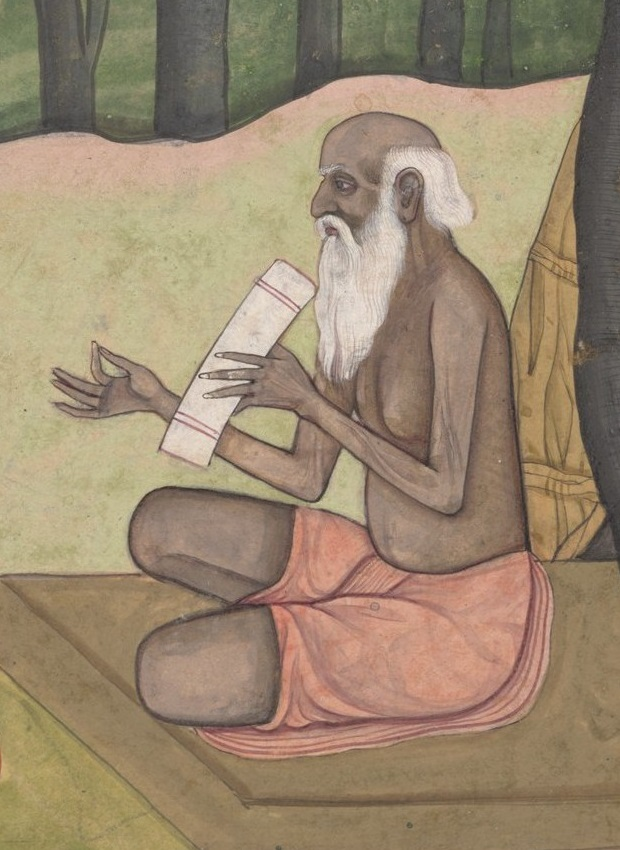
رسی آنجیرا

ریشی (انگلیسی: Rishi) اصطلاحی است برای فرد موفق و روشنفکر. به آنها در متون مختلف ودایی هندو اشاره می‌شود. اعتقاد بر این است که ریشی‌ها سرودهای وداها را سروده‌اند.